# コスって!オーマイハニー
「コスって!オーマイハニー」は、こなたとパティのシングル。2007年8月29日にLantisから発売された。

## 概要
テレビアニメ『らき☆すた』の作中に登場した泉こなたとパトリシア・マーティンが作った同人CDを、実際に商品化したもの。そのためジャケットはパソコンでプリントアウトした手作り風になっている他、CD自体もCD-Rに手書きのようなデザインになっている。なお、アニメの作中で、本楽曲は一切流されていない。
帯（キャップ）に書かれている正式なタイトルは『TVアニメ「らき☆すた」こなたとパティが作った、コスプレ喫茶で売っているCD コスって!オーマイハニー』となっているが、CD本体の背表紙やランティスの紹介では『コスって!オーマイハニー』と表記される。本作のCMはニコニコ動画のパロディとして作られている。

## 収録曲
（全作詞：畑亜貴、作曲・編曲：神前暁）
1. コスって!オーマイハニー [4:40]
2. 悠長戦隊ダラレンジャー [3:37]
3. コスって!オーマイハニー（off vocal）
4. 悠長戦隊ダラレンジャー（off vocal）

## 備考
『コスって!オーマイハニー』の歌詞にはオタク用語が数多く使われており、曲名自体ブルーゲイルのアダルトゲーム「コスって! MyHoney」のパロディである。登場する『悠長戦隊ダラレンジャー』は特撮作品をイメージした歌詞になっている。本CDと同日に『らき☆すた』関連CDとして小神あきら（今野宏美）名義で『三十路岬』が発売されたが、売上面では本作が上回った。週間チャートでの最終的な累計売り上げ枚数は18,763枚。
アニメの作中で楽曲は流されておらず、ランティスの作品ページでは「ある意味、挿入歌」との説明がなされている。CMでは｢仮歌｣の男性バージョンの曲で放送されている。